# Sinte-Eulaliakapel
De Sinte Eulaliakapel of Capella de Santa Eulàlia is een gotische kapel in de stad Cardona (Bages), in de vallei van de Cardener ten noorden van Barcelona in Catalonië, toegewijd aan Eulalia van Mérida. Ze bevindt zich in de historische binnenstad.
De kapel ligt in het historische centrum van de stad op het kruispunt van de drie belangrijkste toegangswegen tot Cardona en de weg naar het kasteel en de Sint-Vincentiusbedevaartskerk. Op die ideale plaats voor pelgrims en armen, heeft burggraaf Ramon Folc I van Cardona in de elfde eeuw een gasthuis gesticht. In het begin van de jaren 1340 hebben diverse persoonlijkheden de kapel met giften en erfenissen verrijkt, waaronder de proost Guillem Boldó in 1356 en later, op onbekende datum, Jaume Codina. Met verloop van tijd was de kapel in onbruik geraakt. In 1840 werd de kapel afgeschaft en diende als stapelplaats voor brandhout. In 1862 heeft Jeroni Franch, proost van Sant Pere de les Puel·les in Barcelona samen met gelovigen en buren geld bijeengezameld onder impuls om de kapel te restaureren. Tijdens de Spaanse Burgeroorlog in 1936 werd de kapel geplunderd en ten slotte in 1972 opnieuw gerestaureerd.
Naast een albasten beeld van Eulàlia bevat het gebouw twee 20e-eeuwse schilderijen met telkens twee taferelen uit het leven van de heilige, geschilderd door Joan Vilà i Moncau.